# Menc Exner
Menc Exner (* 5. August 1974 in Schwerin, DDR) ist ein ehemaliger deutscher Handballspieler und heutiger -trainer.

## Karriere
Exner spielte zunächst für den SV Post Schwerin in der 2. Bundesliga und wechselte 1996 zum Bundesligisten TSV GWD Minden, bei dem er allerdings wenig Einsatzzeit bekam. Im September 1999 wurde er an Zweitligist TV Jahn Duderstadt ausgeliehen. Nach dem Saisonende kehrte er zunächst nach Minden zurück, wurde jedoch kurz nach dem Saisonbeginn 2000/01 zum HC 93 Bad Salzuflen transferiert. Es folgten Stationen in der Ober- und Verbandsliga, bevor er beim VfL Bad Schwartau und dem ATSV Stockelsdorf in der Regionalliga spielte.
Von 2013 bis 2016 trainierte Exner die Frauen-Mannschaft des SV Crivitz und war parallel Spielertrainer der Herren-Mannschaft. Danach wechselte er zum Frauen-Drittligisten TSG Wismar, wo er nach einem halben Jahr entlassen wurde. Derzeit ist er Co-Trainer beim SV Grün-Weiß Schwerin.